# میلتون آو کمپسی

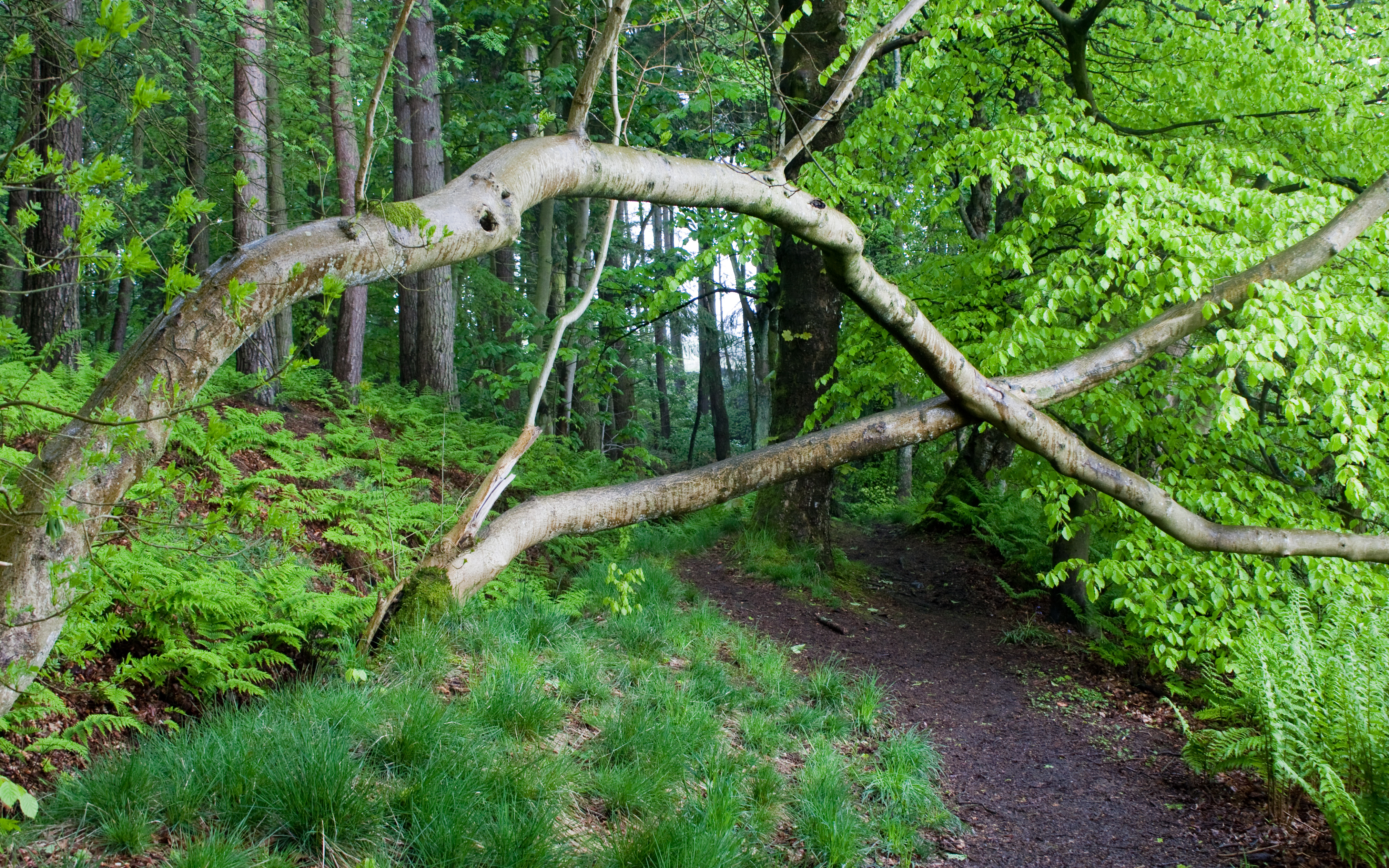
طبیعت در اسکاتلند

میلتون آو کمپسی (به انگلیسی: Milton of Campsie) یک روستا در بریتانیا است که در اسکاتلند واقع شده‌است. میلتون آو کمپسی ۳٬۸۸۹ نفر جمعیت دارد.